# Shahrestān di Bavi
Lo shahrestān di Bavi (in farsi شهرستان باوی) è uno dei 26 shahrestān del Khūzestān, in Iran. Il capoluogo è Mollasani. Lo shahrestān è suddiviso in 2 circoscrizioni (bakhsh):
- Centrale (بخش مرکزی), con le città di Sheyban e Mollasani
- Veys (بخش ویس), con la città di Veys.